# Saint-Samson-de-la-Roque
Saint-Samson-de-la-Roque är en kommun i departementet Eure i regionen Normandie i norra Frankrike. Kommunen ligger i kantonen Quillebeuf-sur-Seine som tillhör arrondissementet Bernay. År 2022 hade Saint-Samson-de-la-Roque 437 invånare.

## Befolkningsutveckling
Antalet invånare i kommunen Saint-Samson-de-la-Roque
Referens:INSEE